# Municipio de Jackson (condado de Parke)
El municipio de Jackson (en inglés: Jackson Township) es un municipio ubicado en el condado de Parke en el estado estadounidense de Indiana. En el año 2010 tenía una población de 737 habitantes y una densidad poblacional de 7,96 personas por km².

## Geografía
El municipio de Jackson se encuentra ubicado en las coordenadas 39°38′58″N 87°3′41″O / 39.64944, -87.06139. Según la Oficina del Censo de los Estados Unidos, el municipio tiene una superficie total de 92.61 km², de la cual 92,12 km² corresponden a tierra firme y (0,53 %) 0,49 km² es agua.

## Demografía
Según el censo de 2010, había 737 personas residiendo en el municipio de Jackson. La densidad de población era de 7,96 hab./km². De los 737 habitantes, el municipio de Jackson estaba compuesto por el 98,64 % blancos, el 0,54 % eran afroamericanos, el 0,27 % eran asiáticos y el 0,54 % eran de una mezcla de razas. Del total de la población el 0,81 % eran hispanos o latinos de cualquier raza.